# Ulrike Reiche
Ulrike Reiche (* 26. Januar 1965 in Hamburg) ist eine deutsche Yogalehrerin und Schriftstellerin.

## Ausbildung
Reiche besuchte von 1971 bis 1974 die Grundschule in Reinbek. Danach folgte die Realschule in Reinbek, es schloss sich eine Ausbildung zur Bankkauffrau bei der Deutschen Bank in Hamburg an sowie eine Fortbildung zur Bankfachwirtin. Sie arbeitete im Bank- und Personalgeschäft bis 2004. Während der beruflichen Tätigkeit absolvierte sie weitere Qualifikation zur Trainerin für Moderation, Präsentation und Systemische Beratung. Daneben absolvierte sie eine mehrjährige Ausbildung zur Lehrerin für Kundalini-Yoga nach Yogi Bhajan.

## Freiberufliche Tätigkeit und Publikationen
Seit 2004 ist sie freiberuflich tätig als Yogalehrerin, Trainerin und Coach sowie Autorin verschiedener Fachbücher, speziell im Bereich des Kundalini-Yoga nach Yogi Bhajan und Systemischer Beratung in den Feldern Beruf und Gesundheit. Wesentlich hierbei ist das Prinzip der Entschleunigung.

## Arbeitsweise
Reiche hat hierzu einen eigenen Ansatz entwickelt. Sie kombiniert spezielle Kommunikationstechniken, Coaching-Tools und körper- und achtsamkeitsorientierte Methoden aus dem Yoga. Diese Vorgehensweise soll in komplexen Situationen zu erhöhter Effizienz und zusätzlich zur Freisetzung weiterer Ressourcen führen.
Reiche lebt und arbeitet in Frankfurt am Main.

## Veröffentlichungen
- Kundalini-Yoga – Mit der universalen Lebenskraft zum wahren Selbst. Knaur, München 2012, ISBN 978-3-426-41357-9.
- Yoga-Coaching – Der Weg zu einem gesunden Lebensstil. Klett-Cotta, Stuttgart 2013 ISBN 9783608105728
- Meine Yoga-Pause für zu Hause. Knaur, München 2017, ISBN 9783426436707.
- Meine Yoga-Pause für unterwegs. Knaur, München 2017, ISBN 9783426436691.
- Meine Yoga-Pause für den Job. Knaur, München 2017, ISBN 9783426436684.
- Slow work - Slow Life, Entschleunigt und gelassener leben. BusinessVillage, Göttingen 2019, ISBN 9783869804446.